# Ванмарке, Сеп
Сеп Ванмарке (нидерл. Sep Vanmarcke, род. 27 июля 1988 в Кортрейке, Бельгия) — бельгийский профессиональный шоссейный велогонщик фламандского происхождения, выступающий с 2017 года за команду «EF Pro Cycling». Многократный призёр престижных классических велогонок.

## Карьера

### Davitamon Lotto Jong Vlaanderen
В 2008-м году Сеп Ванмарке выступал за команду "Davitamon Lotto Jong Vlaanderen". В том же году он финишировал восьмым на Тур Фландрии для велогонщиков младше 23 лет. Сеп Ванмарке никогда не одерживал победу, но всегда был в первой десятке. В начале 2009-го года бельгийский велогонщик несколько раз поднялся на третье место в гонках для велогонщиков младше 23 лет.

### 2009 - 2010 Topsport Vlaanderen – Mercator
С 1-го июля 2009-го года Ванмарке перешёл в "образовательную" команду "Тopsport Vlaanderen - Mercator". В состав этой команды входят только молодые фламандские шоссейные велогонщики, которые проходят подготовку к профессиональному уровню велоспорта. В 2010-м году Ванмарке впервые участвовал в однодневках с брусчатыми участками. На "Гент - Вевельгем" он финишировал вторым. В том же сезоне Ванмарке также впервые принял участие в "Туре Фландрии". Это — одна из пяти монументальных классик. Кроме того, он также финишировал в первой десятке в некоторых однодневных велогонках высшей категории.

### 2011 - 2012 Team Garmin Cervélo/Barracuda
В 2010-м году Ванмарке перешёл в команду "Garmin - Cervélo". Эта команда находилась на самом высоком уровне велоспорта. В 2011-м году он участвовал во всех важных однодневных велогонках с брусчатыми участками и стал четвёртым в гонке "Е3 Харелбеке". В августе 2011-го года велогонщик также дебютировал в "Вуэльтe Испании". В этом гранд-туре он финишировал четвёртым на 19-м этапе и поддерживал лидера этой команды.
В 2012-м году он одержал победу в гонке "Омлоп Хeт Ниувсблад", в которой он победил Тома Бонена и Хуана Антонио Флеча. Ванмарке также стал пятым в гонке "Е3 Харелбеке" и финишировал в первой десятке на “Дварс дор Фландерен”. Кроме того, он также несколько раз был в первой десятке в "туре Великобритании".

### 2013 - 2016 Blanco Pro Cycling Team / Belkin Pro Cycling / Team LottoNL Jumbo
В 2013-м году Сеп Ванмарке перешёл в команду "Blanco Pro Cycling Team", которая находилась на высшем уровне велоспорта. С июля 2013-го года эта команда была переименована в команду "Belkin Pro Cycling". В 2013-м году Ванмарке поднялся на вторую ступень подиума в гонке "Париж - Рубэ" несмотря на проблемы с его велосипедом в конце гонки. Фабиан Канчеллара опередил его в спринте. В июле 2013-го года Ванмарке впервые участвовал в “Туре де Франс”. В этой трёхнедельной гонке Ванмарке поддержал лидера команды, Бауке Моллема, который занял шестое место в генеральной классификации. В последней части этого сезона бельгийский велогонщик выиграл гонку меньшей категории “Гран-при Импанис–Ван Петегем” и стал вторым в другой гонке меньшей категории "Гран-при Ефа Схеренса".
2014-год - один из самых успешных сезонов в карьере Сепа Ванмарке. Он часто занимал место в первой пятёрке и несколько раз поднимался на самую низкую ступень подиума. На гонке “Тур Фландрии” он финишировал третьим и на “Парижe - Рубэ” четвёртым. “Тур Фландрии” этого года закончился спринтом группы четырёх велогонщиков. В спринте Ванмарке был быстрее чем Стейн Ванденберг, но медленнее, чем Фабиан Канчеллара и Грег Ван Авермат. В гонке “Париж - Рубэ” 2014 Ники Терпстра выиграл и финишировал один. Ванмарке находился в группе ближайших преследователей. Эта группа состояла из десяти велогонщиков. Только два велогонщика этой группы были быстрее, чем Ванмарке.
В 2014-м году Ванмарке снова участвовал в гранд-туре "Тур де Франс", в котором он четыре раза занял место в первой десятке этапа. Кроме того, бельгийскому велогонщику также удалось выиграть две гонки, этап в многодневной гонке "Энеко Тур" и этап в туре Норвегии.
В 2015-м имя его команды было изменено на "Team LottoNL Jumbo". В этом сезоне он снова добился хороших результатов в гонках с брусчатыми участками. Его лучшими результатами были пятое место в гонке "Омлоп Хет Ниувсблад" и пятое место в гонке "E3 Харелбеке". В гонке “Тур де Франс” он помог лидеру команды Роберту Гесинку. В последней половины этого сезона Ванмарке не выиграл гонку, но часто попадал в первую десятку.
2016-й год был последним годом, в котором он был участником команды "Team LottoNL Jumbo". В том же году он снова играл важную роль в гонках с брусчатыми участками. Он, например, финишировал третьим на “Тур Фландрии” и четвёртым на “Париж - Рубэ”. В последней гонке он стал четвёртым и последним в спринте маленькой группы. После этого он готовился к гранд-туру "Тур де Франс". Одной из его последних гонок была многодневная гонка "ЗЛМ Тур". В этой гонке он выиграл общий зачёт и также выиграл самый важный этап. Во время гранд-тура "Тур де Франс" он два раза занял место в первой десятке этапа.

### С 2017-го года Team Cannondale - Drapac Pro Cycling Team/ Team EF Education First
В 2017-м году Сеп Ванмарке перешёл в команду "Cannondale-Drapac Pro Cycling". Его лучшим результатом было третье место в гонке "Омлоп Хет Ниувсблад". Бельгийский велогонщик не финишировал "Тур Фландрии" из-за неудачного падения. В результате он не смог участвовать в “Париже - Рубэ”. В остальной части сезона он собрал места в первой десятке в нескольких гонках, как например, четвёртое место в гонке "Бретань Классик" и восьмое место в гонке "Гран-при Квебека".
2018-й год был успешнее 2017-го года. Сеп Ванмарке занял третье место в гонке "Омлоп Хет Ниувсблад", финишировал шестым в “Париже - Рубэ” и тринадцатым в “Туре Фландрии”. После гонок с брусчатыми участками он начал подготовку к “Туру де Франс”, в котором он поддержал колумбийца Ригоберта Урана. В том же году “Тур де Франс” также включал этап с брусчатыми участками и Ванмарке должен был помочь Урану, чтобы тот не потерял время в генеральной классификации. В остальной части сезона Ванмарке принял участие в восьми гонках. Его лучшим результатом было седьмое место в однодневной гонке "Париж - Тур".
В 2019-м году Ванмарке выиграл этап в многодневной гонке “Тур дю От-Вар”. В гонках с брусчатыми участками он занял шестое место в Париже - Рубэ. Ванмарке упал во время гонки "Е3 Харелбеке", и поэтому ему пришлось помогать товарищу по команде Альберто Беттиоль, который и выиграл “Тур Фландрии” в том же году. В последней части сезона ему удалось выиграть гонку "Бретань Классик", опередив Тиша Бенота и Джека Хэйга.
В 2020-м году Ванмарке готовился к гонкам с брусчатыми участками. В однодневной гонке "Омлоп Хет Ниувсблад" он занял 23-е место.

## Достижения
2010
Четыре дня Дюнкерка  —  горная классификация
2-й Гент — Вевельгем
2012
Омлоп Хет Ниувсблад
2013
Гран-при Импанис–Ван Петегем
2-й Париж — Рубе
2014
1-й этап на Тур Норвегии
3-й этап на Тур Альберты
3-й на Тур Фландрии
4-й Париж — Рубе
4-й Омлоп Хет Ниувсблад
2015
4-й Страде Бьянке
3-й Кюрне — Брюссель — Кюрне
4-й Гент — Вевельгем
5-й Омлоп Хет Ниувсблад
6-й Гент — Вевельгем
2016
Стер ЗЛМ Тур — генеральная классификация
4-й этап
2-й Гент — Вевельгем
3-й на Тур Фландрии
4-й Париж — Рубе
2017
Тур Австрии — очковая классификация
3-й Омлоп Хет Ниувсблад
2018
3-й Дварс дор Фландерен
3-й Омлоп Хет Ниувсблад
6-й Париж — Рубе
2019
Бретань Классик
1-й этап на Тур дю От-Вар
2021
2-й на Сеттимана чиклистика Италиано
3-й на Омлоп Хет Ниувсблад
4-й на Ле-Самен
5-й на Тур Фландрии
2022
Классика Мэриленда

## Статистика выступлений

### Гранд-туры
| Гранд-тур       | 2011 | 2012 | 2013 | 2014 | 2015 | 2016 | 2017 | 2018 | 2019 | 2020 | 2021 |
| --------------- | ---- | ---- | ---- | ---- | ---- | ---- | ---- | ---- | ---- | ---- | ---- |
| Джиро д’Италия  | —    | —    | —    | —    | —    | —    | —    | —    | —    | —    | —    |
| Тур де Франс    | —    | —    | 131  | 106  | 104  | 104  | —    | 115  | —    | —    | —    |
| Вуэльта Испании | 139  | —    | —    | —    | —    | —    | —    | —    | —    | —    | ???  |